# 苏格拉底式的质疑
蘇格拉底式質疑（英語：Socratic questioning，或者蘇格拉底式提問法），是一種有結構的質疑方式，可用於探索許多方面的思想，包括探索複雜的想法、了解事物的真相、解決問題和問題、揭示假設、分析概念、區分我們所知道的和我們不知道的東西、跟踪思想的邏輯含義或控制討論。
蘇格拉底式提問基於思維具有結構化邏輯的基礎，並且可以讓潛在的思想受到質疑。 與一般的反問相比，蘇格拉底式提問的關鍵特點在於蘇格拉底式提問是系統的、有紀律的、深入的，通常集中於基本概念、原理、理論或問題。
蘇格拉底式提問在教學中被提及，並且在教育中已經成為一種概念，特別是在過去的二十年中。教師、學生或任何有興趣深入探究思維的人皆可運用蘇格拉底式提問來深入探究。 蘇格拉底式提問及其變體也廣泛用於心理治療。

## 教育學
當教師在教學中使用蘇格拉底式提問時，他們的目的可能是探究學生的思維，確定學生在某個特定主題，問題或主題方面的知識程度，為學生提供蘇格拉底提問模型，或幫助學生分析一個概念或推理思維。有人建議學生應該學習蘇格拉底式質疑的紀律，以便他們開始通過複雜的問題進行推理，理解和評估他人的想法，並追踪他們和他人的想法。
事實上，蘇格拉底自己認為提問是唯一可以辯護的教學形式。
蘇格拉底式提問藝術與批判性思維密切相關，因為提問藝術對卓越思想非常重要。“蘇格拉底式”這個詞對質疑的藝術增添了系統性，深度和對評估事物的真實性或合理性的持久興趣。
批判性思維和蘇格拉底式提問都尋求意義和真理。批判性思維提供了合理的工具來監督，評估，或許重新構思或重新引導我們的思想和行動。這就是教育改革家約翰·杜威所說的反思性調查：「思想家在思想中轉變主題，給予認真和連續的考慮。」
蘇格拉底式提問是一個明確的關注框架自我導向、有結構的問題以實現這一目標。 
提問或主導討論的技巧是自發的，探索性的和針對具體問題的。蘇格拉底式教育家傾聽學生的觀點，並考慮替代觀點。有必要教導學生篩選所有信息，形成與先前知識的聯繫，並以一種深思熟慮的方式將數據轉化為新知識。

### 教學目的
在教學中，教師可以使用蘇格拉底式提問至少兩個目的：
1. 深入探討學生的思維方式，幫助學生開始區分他們所知道或理解的內容，以及他們不了解或理解的內容（並幫助他們在過程中培養智慧與謙遜）。
2. 培養學生提出蘇格拉底問題的能力，幫助學生獲得蘇格拉底式對話的強大工具，以便他們可以在日常生活中使用這些工具（質疑自己和他人）。為此，教師可以模擬他們希望學生模仿和使用的提問策略。此外，教師需要直接教授學生如何構建和提出深層次的問題。除此之外，學生需要練習來提高他們的提問能力。

### 教育方法
蘇格拉底的質疑說明了在學習中提問的重要性。它闡明了系統思維和分散思維之間的差異。 它教會我們深入思考我們的想法。它教會了我們開發培育深度學習的質疑思想的價值。在課堂中以下列方式整合蘇格拉底問題有助於培養積極的獨立的學習者：
- 使學生釐清他们的思維/尋找他們思維的源頭
例如：「你为什么这么说？」, 「你可以进一步解释吗？」
- 挑戰學生的假設
例如：「這個情況總是發生嗎?」, 「為什麼你認為這個假設可以存在？」
- 證據为基础的论点
例如：「你為什麼這麼說？」，「有理由懷疑這些證據嗎？」
- 替代觀點和角度/衝擊其他想法
例如：「這個有甚麼其他東西可以反駁嗎?」, 「可不可以/有没有人 能用这种另一种方法？」
- 影響和後果
例如：「但是如果...发生了，還會出現什麼樣的結果呢？」, 「...將會如何影响..?」
- 質疑問題
例如：「你為什麼認為我問了這個問題？」，「為什麼這個問題很重要？」，「你的哪個問題最為有用？」

## 心理学
蘇格拉底式提問也被用於心理治療，最明顯的是在理性情緒行為療法，認知療法，意義治療和古典阿德勒心理治療認知重構技術。 這裡的目的是幫助揭示支撐人們思考問題的假設和證據。 一系列的蘇格拉底式質問可以作為認知治療問題，也可以用於自發性地處理令患者痛苦的思維：
1. 揭示這個問題：「有什麼證據支持這個想法？ 有什麼證據反對它的真實性？」
2. 構想合理的選擇：「可能是另一種情況的解釋或觀點？ 為什麼還會發生？」
3. 檢查各種潛在的後果：「什麼是最壞的，最好的，可承受的和最現實的結果？」
4. 評估這些後果：「思考或相信這個結果有什麼影響？ 可能會有什麼不同的想法產生影響，並且不再支持這種信念？」
5. 換位思考：「想像一個特定的朋友/家庭成員處於同一情況，或者如果他們以這種方式看待這種情況，我會告訴他們什麼？」

謹慎地使用蘇格拉底式提問使治療師能夠挑戰一個人不合邏輯思維的反復出現或孤立事例，同時保持一種尊重內部邏輯甚至是看似不合邏輯思想的開放態度。

## 其他資料
- 批判性思维
- 审讯
- 與梅諾的奴隸對話
- 智力美德
- 交叉檢查